# Dennis Høegh
Dennis Høegh er en dansk fodboldspiller, som spiller i 1. divisionsklubben FC Fredericia. Høegh er opvokset i Ryomgård på Djursland.

## Karriere
Han har spillet i AGF siden 2. års lilleput, hvor han kom fra én af AGF's samarbejdsklubber, IF Midtdjurs. Han var med til at vinde drenge-DM i 2001, mens han stadigvæk var lilleputspiller – og Junior Ligaen i 2003, mens han stadigvæk var drengespiller.
Han har bl.a. været til prøvetræning hos Bolton Wanderers, Inter FC og Chelsea F.C.. Sidstnævnte inviterede også Dennis Høegh til at deltage ved et privat stævne, da de mente, at han var den bedste i Danmark fra hans årgang.[kilde mangler]
Den 7. marts 2013 indgik Høegh en aftale for resten af 2013 med 1. divisionsklubben Hobro IK. Inden aftalen med Hobro IK havde Høegh gået arbejdsløs et år pga. en lyskenskade siden han stoppede i Viborg FF i 2011.